# (500181) 2012 FG50
(500181) 2012 FG50 es un asteroide perteneciente al cinturón de asteroides, descubierto el 28 de febrero de 2012 por el equipo del Pan-STARRS desde el Observatorio de Haleakala, Hawái, Estados Unidos.

## Designación y nombre
Designado provisionalmente como 2012 FG50.

## Características orbitales
2012 FG50 está situado a una distancia media del Sol de 2,556 ua, pudiendo alejarse hasta 2,965 ua y acercarse hasta 2,147 ua. Su excentricidad es 0,159 y la inclinación orbital 5,753 grados. Emplea 1492,76 días en completar una órbita alrededor del Sol.

## Características físicas
La magnitud absoluta de 2012 FG50 es 17,3.